# Homo heidelbergensis
Homo heidelbergensis (Heidelberg-manden) er en uddød underart af det forhistoriske menneske fra Homo-slægten, som levede imellem 600.000 og 200.000 år siden. Slægten er opkaldt efter den tyske by Heidelberg, hvor det første fund af fossiler blev gjort. 
Det første fund- en underkæbe - blev fundet i år 1907 af Otto Schoetensack.   

## Eksterne kilder / henvisninger
- Wikimedia Commons har flere filer relateret til Homo heidelbergensis

- Homo heidelbergensis på humanorigins.si.edu

| Naturvidenskab | Spire Denne naturvidenskabsartikel er en spire som bør udbygges. Du er velkommen til at hjælpe Wikipedia ved at udvide den. |